# I Am Weasel
I Am Weasel är en amerikansk animerad TV-serie av David Feiss, som sänds på Cartoon Network. I Am Weasel är en spin-off på serien Cow & Chicken, även den skapad av Feiss, och handlar om vesslan I.M. Weasel och babianen I.R. Baboon. Serien innehåller sammanlagt 79 avsnitt indelade i 5 säsonger och sändes mellan 1997 och 2000.

## Svenska röster i urval
- I.M. Weasel – Mikael Roupé
- I.R. Baboon – Stefan Frelander
- Herr Rumpen – Thomas Engelbrektson